# 4123-as busz
A 4123-as jelzésű autóbuszvonal Varbóc, Perkupa és Égerszög között húzódó regionális vonal, amelyet a Volánbusz Zrt. üzemeltet.

## Útvonala
Az autóbuszvonal az Aggtelek–rudabányai-hegyvidékre különösképp jellemző, zsákfalvakkal teli környéken nyújt összeköttetést a Sajóecseg–Hídvégardó-vasútvonal által érintett Perkupával egészen a Telekes-patak völgyében megbúvó Égerszöggel. A nap folyamán általában egy kevesebb személy szállítására alkalmas autóbusz köti össze a településeket a környék egyik nagyobbik községével, Perkupával, vasútállomásán kapcsolatot biztosítva a borsodi megyeszékhely, Miskolc, és a szlovák határ közeli Tornanádaska felé.
A perkupai vasútállomástól indul. Kifordul a 27-es főútra, keresztezi a Vízvölgyi-patakot, majd a falut Szendrő felé hagyja el. A járatok Égerszög irányába haladnak a Rét-patak mentén, át az erdőségben elhelyezkedő Égervölgyi tábor kiszolgálásával. Első településére, Szőlősardóra 8 kilométer alatt ér el, több vendégház szomszédságában keresztezi azt. Utána az autóbuszvonal jelentős kiszolgálást nyújt Teresztenyére, hiszen a környező falvakat kizárólag a 4108-as buszok érintik még. A kánói elágazásnál útját nyugati irányban, végállomására, Égerszög zsákfaluba folytatja. Központjában, a református temploma előtti buszfordulóban általában fordul egyből.

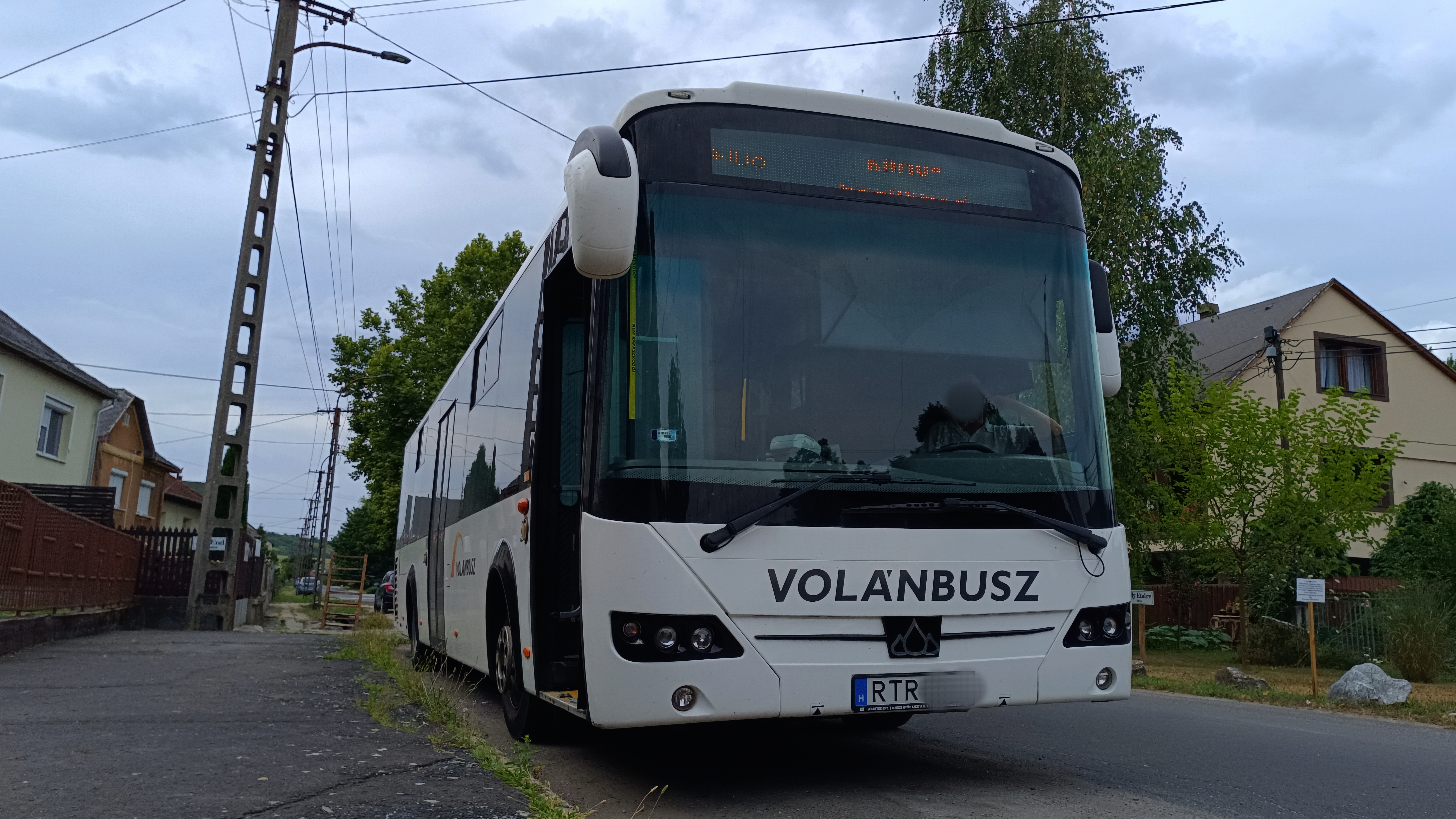
Ritka a Credo Econell 12 a vonalon

Ellentétes irányban munkaszüneti napokon meghosszabbított útvonalon az Aggteleki-karszthoz tartozó Varbócig közlekedik pár indítása.

## Közlekedése
Indításai a hét minden napján történnek, kizárólag szóló kiszolgálással, az aznapi közlekedési rend jelentősen befolyásolja a járatok végállomását. Általában iskolai napokon több járat meghosszabbított útvonalon, Rudabányáig közlekedik 4108-as vonalszámmal. Törzsjárműve a Szőlősardón telephelyező LVN-609 forgalmi rendszámot viselő Credo EN 9,5 autóbusz.

### Csatlakozást biztosít
- Perkupa vasúti megállóhelyen – Miskolc és Tornanádaska felé/felől vonatra (Sajóecseg–Hídvégardó-vasútvonal).

| Viszonylat                        | Indításszám     | Közlekedési rend          |
| --------------------------------- | --------------- | ------------------------- |
| Perkupa vmh. – Szőlősardó, kh.    | 1 oda           | tanítási napokon          |
| Perkupa vmh. – Szőlősardó, kh.    | 1 pár           | tanszünetben munkanapokon |
| Perkupa vmh. – Szőlősardó, kh.    | 1 oda           | szabadnapokon             |
| Perkupa vmh. – Égerszög, isk.     | 2 oda, 4 vissza | tanítási napokon          |
| Perkupa vmh. – Égerszög, isk.     | 3 oda, 4 vissza | tanszünetben munkanapokon |
| Perkupa vmh. – Égerszög, isk.     | 2 oda, 3 vissza | szabadnapokon             |
| Perkupa vmh. – Égerszög, isk.     | 3 oda, 1 vissza | munkaszüneti napokon      |
| Szőlősardó, kh. ➝ Égerszög, isk.  | 2 oda           | szabadnapokon             |
| Égerszög, isk. ➝ Varbóc, aut. vt. | 2 oda           | munkaszüneti napokon      |
| Perkupa vmh. ➝ Varbóc, aut. vt.   | 1 oda           | szabadnapokon             |

## Megállóhelyei
| Szabadnapokon 1; munkaszüneti napokon 2 alkalommal érintett.                       |                                                 |         |                                                                       |
| ∫                                                                                  | Varbóc, autóbusz-váróterem végállomás           | ∫       | 4132                                                                  |
| ∫                                                                                  | Perkupa, bolt                                   | ∫       | 4132                                                                  |
| 0                                                                                  | Perkupa vasúti megállóhely vonalközi végállomás | 0.0 km  | 3703, 3704, 3707, 4081, 4084, 4108, 4132 személyvonat – Perkupa [94.] |
| 1                                                                                  | Perkupa, községháza                             | 0.2 km  | 3703, 3704, 3707, 4081, 4084, 4108, 4132 személyvonat – Perkupa [94.] |
| 2                                                                                  | Égervölgye Ifjúsági Tábor                       | 4.2 km  | 4108                                                                  |
| 3                                                                                  | Szőlősardó, községháza vonalközi végállomás     | 8.3 km  | 4108                                                                  |
| 4                                                                                  | Szőlősardó, Széchenyi utca 55.                  | 8.8 km  | 4108                                                                  |
| 5                                                                                  | Teresztenyei elágazás                           | 9.4 km  | 4108                                                                  |
| Tanítási napokon 2/3; tanszüneti munkanapokon 4/5; hétvégén 3 alkalommal érintett. |                                                 |         |                                                                       |
| ∫                                                                                  | Teresztenye, Kossuth utca 7.                    | ∫       | 4108                                                                  |
| 5                                                                                  | Teresztenyei elágazás                           | 9.4 km  | 4108                                                                  |
| 6                                                                                  | Égerszög, iskola végállomás                     | 11.9 km | 4108                                                                  |